# Słowiczek rubinowy
Słowiczek rubinowy, słowik rubinowy (Calliope calliope) – gatunek małego ptaka wędrownego z rodziny muchołówkowatych (Muscicapidae). Samce tego gatunku w szacie godowej mają charakterystycznie ubarwione czerwone gardło.

## Podgatunki i zasięg występowania
Wyróżniono trzy podgatunki C. calliope:
- C. calliope calliope – Syberia, północna Mongolia, północno-wschodnie Chiny i północna Korea.
- C. calliope camtschatkensis – Kamczatka, Wyspy Komandorskie i Kurylskie, północna Japonia.
- C. calliope beicki – północno-środkowe Chiny.

Autorzy Handbook of the Birds of the World Alive uznają ten gatunek za monotypowy.
Słowiczek rubinowy zimuje w Azji Południowej i Południowo-Wschodniej, na Tajwanie i Filipinach.

## Morfologia
Długość ciała wynosi około 14 cm, rozpiętość skrzydeł 23–25 cm, a masa ciała 16–27 g.
Rozmiarami i sylwetką jest zbliżony do podróżniczka. Wierzch ciała ciemnoszarobrązowy, spód brudnobiały z jasnobrązowymi bokami. Białe wąs i brew. Samiec w szacie godowej ma czerwone (rubinowe) gardło. Samica ma brudnobiałe gardło. Młode są podobne do młodych rudzika.

## Ekologia i zachowanie
Słowiczek rubinowy odzywa się głośnym, szorstkim i gwiżdżącym „czak”. Ukrywa się i jest płochliwy. Biotop to widna tajga i podmokłe zadrzewienia.
Jest owadożerny, zjada muchy i ich larwy, mrówki, osy i chrząszcze, a dietę uzupełnia materiałem roślinnym. 

## Status
IUCN uznaje słowiczka rubinowego za gatunek najmniejszej troski (LC, Least Concern) nieprzerwanie od 1988 roku. Trend liczebności populacji uznawany jest za stabilny.